# Talk on Corners
Talk On Corners fue el segundo y más exitoso disco de estudio grabado por la banda irlandesa The Corrs. Mientras que en Forgiven, not forgotten mezclaban el sonido pop y rock con el folk irlandés, en este se decantaban hacia el pop con detalles tradicionales irlandeses.

## Récords
Fue editado en 1997 y se vendieron unos 11 millones de ejemplares entrando es las listas de decenas de países. Certificó 20 discos de platino en Irlanda, 9 en Reino Unido, 7 en España y 4 en Australia entre otros. Es uno de los álbumes con mayor duración en las listas de ventas españolas en los años 90 y el decimoquinto álbum extranjero más vendido en España, así como el decimonoveno álbum más vendido en la historia del Reino Unido con 2.944.547 copias, siendo el disco más vendido en la isla británica en 1998 y el noveno de 1999. Llegó un momento en el que, estando número nº1 en el Reino Unido Talk On Corners, llegó al número n.º 2 Forgiven Not Forgotten, el primer álbum de la banda, de 1995, hecho que sólo tenía el precedente de The Beatles. Este hecho se debió a la emisión en directo por la BBC de un concierto en vivo de The Corrs el día de San Patricio en el Royal Albert Hall.

## Canciones
Todos los temas de álbum fueron compuestos por The Corrs a excepción de Intimacy. Por otro lado Dreams (Fleetwood Mac) y el éxito de Jimi Hendrix Little Wing fueron reescritas por los Corr para dotarlas de una melodía de inspiración folk. Algunos de los temas más exitosos del disco fueron "Only When I sleep", "What Can I Do?", "I Never Loved You Anyway", "So Young" y "Dreams". 

### Lista de temas
1. Only When I Sleep Sólo Cuando Duermo (Single) - 4:25
2. When he's not around Cuando Él No Está Alrededor (Single) - 4:25
  1. Corte instrumental
3. What Can I Do? ¿Qué puedo hacer? (Single) - 4:20
4. I Never Loved You Anyway Nunca Te Amé De Ningún Modo (single) - 4:30
5. So Young Demasiado Jóvenes (single) - 3:52
6. Don't say you love me No Digas Que Me Amas - 4:40
7. Love gives love takes El amor da, el amor se lleva - 3:43
8. Hopelessly addicted Irremediablemente Adicta - 4:04
9. Paddy McCarthy (Instrumental) - 5:00
10. Intimacy Intimidad - 4:00
11. Queen of Hollywood Reina De Hollywood - 5:03
  1. Corte instrumental
12. No good for me No Es Bueno Para Mi - 4:01
13. Little wing (Jimi Hendrix) Pequeña Ala - 5:10
14. Tema extra: Dreams Sueños (Single)
15. Tema extra (Ediciones especiales): What I Know Lo que sé
16. Tema extra (Ediciones especiales): Remember Recuerdas

## Reediciones
Tras el éxito de la versión de Dreams, se lanzó una nueva tirada de Talk On Corners con esta canción como bonus track. Gracias al progresivo éxito de este álbum, le siguieron numerosas reediciones en varios países y una edición especial en 1998 (Talk On Corners Special Edition) con varios "remixes". Así la edición japonesa incluye los temas Remember y What I Know, ambos inéditos. La edición para Malasia y Singapur fue un doble CD con 5 temas extras. También hubo otra edición para Estados Unidos.

## Listas de ventas 1997-1999
Álbum
| Lista                         | Posición | Certificación |
| ----------------------------- | -------- | ------------- |
| UK Charts                     | 1        | 9 Platinos    |
| Lista España                  | 3        | 6 Platinos    |
| Irish Charts                  | 1        | 20 Platinos   |
| Estados Unidos                | 72       | 1 Oro         |
| Charts Australia              | 1        | 4 Platinos    |
| Francia                       | 5        | 1 Platino     |
| Suiza                         | 5        | 1 Platino     |
| Alemania                      | 9        | 1 Oro         |
| Austria                       | 9        |               |
| Suecia                        | 3        | 2 Platinos    |
| Finlandia                     | 2        | 1 Oro         |
| Charts Nueva Zelanda          | 1        | 1 Oro         |
| Estados Unidos Billboard 2000 | 72       | 1 Oro         |
| Noruega                       | 2        | 1 Oro         |
| Holanda                       | 13       | 1 Oro         |
| Italia                        |          | 1 Platino     |
| Canadá                        | 87       | 1 Oro         |
| Europa Billboard              | 3        | 6 Platinos    |

- Datos: Q2350335